# Section.80
Section.80 es el álbum de estudio debut del rapero estadounidense Kendrick Lamar. Fue publicado el 2 de julio de 2011 a través de Top Dawg Entertainment (TDE). Producido en su mayoría por los productores de TDE, Digi+Phonics, el álbum contiene las colaboraciones de Colin Munroe, GLC, Schoolboy Q, Ashtrobot, BJ the Chicago Kid y Ab-Soul.
Luego de publicar distintos mixtapes bajo el alias K.Dot desde 2003 hasta 2009, decidió usar su nombre real como una forma de retratar más honestamente sus vivencias. Con la publicación del mixtape Overly Dedicated en septiembre de 2010, Lamar pudo lograr un espacio en la lista Freshman Class de la revista XXL. La creciente exposición recibida le permitió retomar una idea de un álbum más personal, inspirado por un amigo cercano suyo que fue condenado a 25 años en prisión.
A diferencia de sus materiales previos que fueron publicados de manera gratuita, la decisión de presentarlo como un álbum fue idea de Top Dawg. Por su parte, Lamar ha preferido llamar al proyecto como un mixtape, expresando que ya tenía en mente la publicación de un «mejor álbum» para 2012.

## Lista de canciones
| N.º   | Título                                                   | Productor(es)        | Duración |  |
| 1.    | «Fuck Your Ethnicity»                                    | THC                  | 3:44     |  |
| 2.    | «Hol' Up»                                                | Sounwave             | 2:53     |  |
| 3.    | «A.D.H.D»                                                | Sounwave             | 3:35     |  |
| 4.    | «No Make-Up (Her Vice)» (con Colin Munroe)               | Sounwave             | 3:55     |  |
| 5.    | «Tammy's Song (Her Evils)»                               | THC                  | 2:41     |  |
| 6.    | «Chapter Six»                                            | Tommy Black          | 2:41     |  |
| 7.    | «Ronald Reagan Era (His Evils)»                          | Tae Beast            | 3:36     |  |
| 8.    | «Poe Mans Dreams (His Vice)» (con GLC)                   | Willie B             | 4:21     |  |
| 9.    | «The Spiteful Chant» (con Schoolboy Q)                   | Sounwave · Dave Free | 5:20     |  |
| 10.   | «Chapter Ten»                                            | THC                  | 1:15     |  |
| 11.   | «Keisha's Song (Her Pain)» (con Ashtrobot)               | Tae Beast            | 3:47     |  |
| 12.   | «Rigamortis»                                             | Willie B · Sounwave  | 2:48     |  |
| 13.   | «Kush & Corinthians (His Pain)» (con BJ the Chicago Kid) | Wyldfyer             | 5:04     |  |
| 14.   | «Blow My High (Members Only)»                            | Tommy Black          | 3:35     |  |
| 15.   | «Ab-Soul's Outro» (con Ab-Soul)                          | Terrace Martin       | 5:50     |  |
| 16.   | «HiiiPoWeR»                                              | J. Cole              | 4:39     |  |
| 59:44 |                                                          |                      |          |  |

Notas
- «A.D.H.D» contiene voces adicionales de Ab-Soul.
- «Ronald Reagan Era (His Evils)» contiene una participación no acreditada de RZA.[1]
- «The Spiteful Chant» fue removido de las plataformas de streaming en agosto de 2019, con especulaciones por un sample no licenciado de «Iron» por Woodkid.[8]
- «HiiiPoWeR» contiene voces adicionales de Alori Joh, un sample no acreditado de «Hang on to a Dream» por Jeremy Steig y una interpolación lírica de «So Appalled» por Kanye West.

## Créditos y personal
Adaptados desde AllMusic.
- Kendrick Lamar – artista principal.
- Sounwave – producción.
- Terrace Martin – producción.
- J. Cole – producción.
- Wyldfyer – producción.
- Tommy Black – producción.
- Dave Free – producción.
- Derek “MixedByAli” Ali – ingeniero de mezcla.
- Ab-Soul – artista invitado.
- Ashtrobot – artista invitado.
- BJ the Chicago Kid – artista invitado.
- Colin Munroe – artista invitado.
- GLC – artista invitado.
- Schoolboy Q – artista invitado.

## Posicionamiento en listas
| Listas (2011-12)                        | Mejor posición |
| --------------------------------------- | -------------- |
| Estados Unidos (Billboard 200)          | 113            |
| Estados Unidos (Heatseekers Albums)     | 1              |
| Estados Unidos (Top R&B/Hip-Hop Albums) | 21             |

| Listas (2012)                           | Posición |
| --------------------------------------- | -------- |
| Estados Unidos (Top R&B/Hip-Hop Albums) | 94       |

## Certificaciones
| País (Certificador) | Certificación | Ventas certificadas |
| --- | ------------- | ------------------- |
| Estados Unidos (RIAA) | Oro           | 500 000^            |
| Reino Unido (BPI) | Plata         | 60 000^             |
| ^cifras de envíos basadas únicamente en la certificación xcifras no especificadas basadas únicamente en la certificación |               |                     |